# Duchaussoy
Duchaussoy je priimek več oseb:
- Fernand-Raymond-Lucien Duchaussoy, francoski general
- Michel Duchaussoy, francoski igralec